# Nicolás Schiappacasse
Nicolás Javier Schiappacasse Oliva (Montevideo, 12 januari 1999) is een Uruguayaans voetballer die bij voorkeur als vleugelspeler speelt. Hij verruilde Atlético Madrid B in oktober 2020 voor US Sassuolo.

## Clubcarrière
Schiappacasse werd geboren in de Uruguayaanse hoofdstad Montevideo en is afkomstig uit de jeugdopleiding van River Plate. Op 19 april 2015 debuteerde hij in de Uruguayaanse Primera División tegen Juventud de Las Piedras. Op 23 mei 2015 maakte de Uruguayaan zijn eerste doelpunt tegen El Tanque Sisley. Op 28 november 2015 maakte Schiappacasse zijn tweede competitietreffer tegen Defensor Sporting.

## Interlandcarrière
Schiappacasse kwam reeds uit voor diverse Uruguayaanse nationale jeugdelftallen. Hij maakte twaalf treffers in tweeëntwintig interlands voor Uruguay –17. Tussen 2016 en 2019 speelde hij bijna vijftig interlands voor Uruguay –20.

## Statistieken
| Club                 | Seizoen         | Competitie | Competitie | Competitie | Internationaal | Internationaal | Internationaal | Totaal | Totaal | Totaal  |
| Club                 | Seizoen         | Wed.       | Dlp.       | Assists    | Wed.           | Dlp.           | Assists        | Wed.   | Dlp.   | Assists |
| -------------------- | --------------- | ---------- | ---------- | ---------- | -------------- | -------------- | -------------- | ------ | ------ | ------- |
| River Plate          | 2014–15         | 7          | 1          | 0          | –              | –              | –              | 7      | 1      | 0       |
| River Plate          | 2015–16         | 17         | 3          | 1          | 8              | 0              | 1              | 25     | 3      | 2       |
| River Plate          | Club totaal     | 24         | 4          | 1          | 8              | 0              | 1              | 32     | 4      | 2       |
| Atlético de Madrid B | 2016–17         | 1          | 1          | 0          | –              | –              | –              | 1      | 1      | 0       |
| Atlético de Madrid B | Club totaal     | 1          | 1          | 0          | –              | –              | –              | 1      | 1      | 0       |
| Carrière totaal      | Carrière totaal | 25         | 5          | 1          | 8              | 0              | 1              | 33     | 5      | 2       |